# Абу'л Якзан Мухаммед ібн Афлах
Абу'л Якзан Мухаммед ібн Афлах (араб. أبو اليقظان محمد بن الأفلح; д/н — 894) — 5-й імам Держави Рустамідів в 874—894 роках.

## Життєпис
Другий син імама Афлаха. Здобув гарну освіту. Замолоду вирішив вирушити у хадж до Мекки, але на шляху був схоплений аббасидським загоном. Перебував у в'язниці в Багдаді. 873 року звільнений для протистояння братові Абу Бакру, якого повалив 874 року.
Зумів швидко стабілізувати ситуацію. Цьому сприяв авторитет серед ідабитів. Був благочестивою і скромною людиною. Виявив терпимість до інших ісламських сект, багато представників яких перенесли свої резиденції до Тахерту. Заохочував академічні дискусії (мунажари), в яких сам часто брав участь.
Намагався проводити політику свого батька. Втім все більшою ставала суперечність між берберськими племенами. 879 року виступив проти Аглабідів. Водночас імам Мухаммед зазнав поразки від берберського племені хавара й змушений був залишити столицю.
880 року завдав у Триполітанії поразки аглабідському еміру Ібрагіму II. Повернувся в Тахерт 881 року за допомоги берберів лувата і нафуза. В результаті шейхи останніх здобули чималий вплив. З цього часу імам мусив рахуватися з берберами, його теократична влада виявилася обмеженою. Також почастішали конфлікти з державою Ідрісидів.
Протягом останніх років панування намагався відновити військову й економічну потугу. Помер 894 року. Трон посів його син Юсуф.

## Творчість
Своїм потягом до вченості нагадував батька. Цікавився різними науками. З його доробку відомо уривки з 40 праць. також завершив створення бібліотеки в Тахерті — аль-Ма'шума.